# Мамутов Февзі Різайович
Февзі Різайович Мамутов (28 січня 1991 , Коломенське, Кримська область ) — український спортсмен і політик. Борець греко-римського стилю. Багаторазовий Чемпіон України, багаторазовий переможець міжнародних турнірв. Чемпіон Європи серед студентів. Депутат Одеської обласної ради VIII скликання. Перший кримський татарин — депутат ОДА.

## Біографія
Народився в с. Коломенське Советського району АР Крим 28 січня 1991 року в сім‘ї кримськотатарських фермерів. У 1998 році переїхав із сім‘єю в м. Севастополь, де через 2 роки почав навчання в школі 4. 2000 року почав займатись греко-римською боротьбою у тренера Цепіна Івана Вікторовича.
У 2008 році виконав норматив Майстра спорту України з боротьби. 
У 2009 року закінчив Севастопольський будівельний коледж за фахом будівництво та експлуатація будівель і споруд.
Впродовж 2009-2019 років проходив службу в збройних силах України у спорт клубі Армії за посадою спортсмен-інструктор. 
У 2013 р. виконав норматив МСУМК на міжнародному турнірі в Фінляндії м. Ільмайокі.
У 2014р. У зв’язку з окупацією Криму з боку РФ  переїхав до Києва, щоб продовжити спортивну кар‘єру та службу в ЗСУ.
У 2019 р. Закінчив НУФВіС. Кафедра спорт і менеджмент . 
У 2019 р.переїхав із сім'єю до Одеси, де заснував ГО «Кримські татари Одещини» та кримськотатарський культурний центр. Громадська організація займається ініціативами підтримки ВПО в Одесі .
На базі громадської організації засновано борцівський спортивний клуб «Riza».
З 19.08.2021 р. є депутатом Одеської обласної ради на місце художника Олександра Ройтбурда. Одружений, два сина Амір і Гірей.
Наразі Мамутов Февзі Різайович володіє ГО "ФСБАРК", ГО "КРИМСЬКІ ТАТАРИ ОДЕЩИНИ"

## Участь у змаганнях

### Виступи на юнацьких і молодіжних змаганнях

#### 2008 рік
| Змагання                      | Вагова категорія                 | Місце  |
| ----------------------------- | -------------------------------- | ------ |
| Чемпіон України серед кадетів | греко-римська боротьба, до 54 кг | Золото |
| Кубок України серед молоді    | греко-римська боротьба, до 55 кг | Бронза |
| Чемпіонат України U 22        | греко-римська боротьба, до 55 кг | Срібло |

#### 2010 рік
| Змагання                     | Вагова категорія                 | Місце  |
| ---------------------------- | -------------------------------- | ------ |
| Молодіжні ігри серед юніорів | греко-римська боротьба, до 60 кг | Золото |

#### 2013 рік
| Змагання                              | Вагова категорія                 | Місце  |
| ------------------------------------- | -------------------------------- | ------ |
| Чемпіонат України U 22                | греко-римська боротьба, до 66 кг | Золото |
| Чемпіон Європи серед студентів (Рига) | греко-римська боротьба, до 66 кг | Золото |
| Міжнар.турнір Фінляндія(Ільмайокі)    | греко-римська боротьба, до 66 кг | Золото |

#### 2014 рік
| Змагання                      | Вагова категорія                 | Місце  |
| ----------------------------- | -------------------------------- | ------ |
| Чемпіонат України (Запоріжжя) | греко-римська боротьба, до 66 кг | Бронза |

#### 2015 рік
| Змагання                    | Вагова категорія                 | Місце  |
| --------------------------- | -------------------------------- | ------ |
| Чемпіонат України (Харків)  | греко-римська боротьба, до 67 кг | Бронза |
| Командний Чемпіонат України | греко-римська боротьба, до 67 кг | Золото |
| Кубок України (Черкаси)     | греко-римська боротьба, до 67 кг | Золото |

#### 2016 рік
| Змагання                    | Вагова категорія                 | Місце  |
| --------------------------- | -------------------------------- | ------ |
| Командний Чемпіонат України | греко-римська боротьба, до 67 кг | Золото |

#### 2017 рік
| Змагання                    | Вагова категорія                 | Місце  |
| --------------------------- | -------------------------------- | ------ |
| Командний Чемпіонат України | греко-римська боротьба, до 67 кг | Золото |

#### Міжнародні змагання
| Змагання                       | Збірна  | Вагова категорія                 | Місце  |
| ------------------------------ | ------- | -------------------------------- | ------ |
| Гран при Іспанії (Мадрид) 2017 | Україна | греко-римська боротьба, до 67 кг | Золото |
| Кубок Тахті (Іран) 2018        | Україна | греко-римська боротьба, до 67 кг | Срібло |

| українська персоналія | Це незавершена стаття про особу, що має стосунок до України. Ви можете допомогти проєкту, виправивши або дописавши її. |

1. ↑  Мамутов Февзі Різайович — Опендатабот. opendatabot.ua (укр.). Процитовано 13 січня 2024.